# Berthe Bénichou-Aboulker
Pour les articles homonymes, voir Bénichou et Aboulker.
Œuvres principales
La Kahena (1933), Louise de Lavallière (1935), Pays de flamme (1935), Danses, visions (1939), Balkis la Sabéenne, Poèmes à Rébécca et Le Stratagème (1939)
Berthe Sultana Bénichou-Aboulker née le 16 mai 1886 à Oran et morte le 19 août 1942 à Alger est une écrivaine juive d'Algérie, première femme de lettres à être éditée en Algérie.

## Biographie

### Famille
Berthe Bénichou-Aboulker est la fille d'Adélaïde Mazeltov Mazeltob Azoubib et de son second époux, Mardochée Bénichou, qui font partie des grandes familles juives d'Oran, où ils résident dans une villa renommée du fait de sa construction avec sa propre synagogue.
En 1908, à l'âge de 22 ans, elle se marie avec Henri Samuel Aboulker (1876–1957), professeur de médecine. Le couple a quatre enfants : José qui devient très jeune Compagnon de la Libération puis médecin, Marcelle, Colette qui est psychothérapeute, ainsi qu'une fille qui meurt durant son enfance.
En raison de leur engagement comme résistants durant la Seconde Guerre mondiale, notamment dans le cadre de l'Opération Torch le 8 novembre 1942, son époux reçoit la Médaille de la Résistance tandis que ses enfants reçoivent la Croix de la Libération pour José et la Croix de Guerre pour Colette (épouse Muscat). Mais Berthe ne peut pas assister aux remises de ces distinctions : elle meurt le 19 août 1942.

### Formation
Berthe Bénichou-Aboulker reçoit une bonne éducation en français, comme sa mère, poétesse, et toutes les femmes de sa famille, de même que son oncle Raymond Bénichou qui, après avoir effectué ses études à Paris, est un écrivain et philosophe reconnu.

### Carrière
Musicienne et chanteuse, Berthe Bénichou-Aboulker possède aussi un talent comme peintre qu'elle transmet à ses filles. Membre active de cercles intellectuels juifs d'Alger, elle devient connue dès 1933 pour ses publications et après la publication de sa première pièce de théâtre La Kahéna, elle devient première femme de lettres à être éditée en Algérie. La Kahéna raconte l'histoire d'une héroïne berbère du VIIe siècle qui mène une armée contre la conquête d'Aurès par les musulmans arabes. Berthe Bénichou-Aboulker est d'ailleurs la première femme de lettres à célébrer ce personnage historique.
Elle produit des pièces de théâtre ainsi que des poèmes. Certains de ses travaux disparaissent lors du bombardement d'Alger.
Bien que modestes, selon Jewish Women's Archive (en) ses travaux marquent l'entrée des femmes juives parmi les publications francophones d’Algérie.

## Publications

### Théâtre
- La Kahena, reine berbère, pièce en trois actes et sept tableaux en vers, Alger, P. & G. Soubiron, 1933, 111 p.
- Louise de Lavallière, pièce en trois actes et cinq tableaux en vers, Alger, P. & G. Soubiron, 1935, illustrations de Francis Harburger.

### Poésie
- Pays de flamme, Alger, P. & G. Soubiron, 1935.
- Danses, visions, Alger, La Maison des livres, 1939.
- Balkis la Sabéenne, Poèmes à Rébécca et Le Stratagème, Alger, La Maison des Livres, 1939.

## Sonnet Algérie
Ce poème est extrait de son recueil de poésie Pays de flamme qui célèbre la terre algérienne, sa terre natale :

« Tout croît intensément sur ton sol, Algérie !
Arbres, fleurs et blé d'or protégés par Cérès,
Fruits juteux, fruits de chair : Fatma, Rachel, Inès,
Zohra la mulâtresse ou la blanche Marie.

Que n'ai-je telle un chantre une langue fleurie
Pour célébrer le champ d'olivier, d'aloès
Où parfois vient rôder l'ombre de Cervantès
Prisonnier du Pirate en vieille Barbarie.

Exhalant des parfums de menthe et de henné,
Cités d'ardent essor et de luxe effréné :
Alger, Oran, Cirta, débordantes de sève

Ouvrent en éventail leurs bras blancs ou dorés
Pour recevoir le jour. En prismes irisés
Se transforment alors les rochers ou la grève. »